# 1322 Коперник
1322 Коперник је астероид главног астероидног појаса са средњом удаљеношћу од Сунца која износи 2,422 астрономских јединица (АЈ).
Апсолутна магнитуда астероида је 12,7 а геометријски албедо 0,143.